# پیر بویا
پیر بویا (انگلیسی: Pierre Boya؛ زادهٔ ۱۶ ژانویهٔ ۱۹۸۴) بازیکن فوتبال اهل کامرون بود.
از باشگاه‌هایی که در آن بازی کرده است می‌توان به باشگاه ورزشی موهون باگان، باشگاه ورزشی آستریا لوستن‌آئو، باشگاه فوتبال راندرس، باشگاه فوتبال پارتیزان، باشگاه فوتبال پرسیجا جاکارتا، باشگاه فوتبال راپید بخارست، و باشگاه فوتبال گرونوبل فوت ۳۸ اشاره کرد.
وی همچنین در تیم ملی فوتبال کامرون بازی کرده است.